# Touman
Touman (Chinees: 頭曼, uit het Klassiek Chinees *do-mɑnᴬ,)  was de vroegst bekende leider (chanyu) van de Xiongnu,  regerend van c. 220 tot 209 v.Chr.

## Leven
Rivaliserend met de Xiongnu om de suprematie over de steppen waren de Dōnghú (東胡) of 'Oostelijke Barbaren' en de Yuezhi. In 215 v.Chr. stuurde Qin Shi Huangdi, de eerste keizer van China, een 300.000 man sterk leger onder leiding van generaal Meng Tian naar de Ordosvlakte en dreef de Xiongnu 1.000 li noordwaarts (ongeveer 416  kilometer). 
Na de dood van Meng Tian in 210 v.Chr. leidde Touman de Xiongnu terug over de Gele Rivier om hun vroegere territorium te heroveren.  
De legende zegt dat Touman de voorkeur gaf aan een jongere zoon van een andere concubine. Om van zijn oudste zoon, Modu (冒頓) af te komen, stuurde Touman hem als gijzelaar naar de Yuezhi en voerde vervolgens een plotselinge aanval op hen uit. Als vergelding bereidden de Yuezhi zich voor om Modu te vermoorden, maar hij slaagde erin een paard te stelen en naar de Xiongnu ontsnappen. Touman was onder de indruk van zijn moed en gaf Modu het bevel over een troepenmacht van 10.000 ruiters. 
Modu was zeer succesvol in het trainen van zijn mannen om hem absoluut te gehoorzamen. In 209 v.Chr. beval Modu zijn mannen om zijn vader neer te schieten, waarbij hij zowel zijn stiefmoeder, zijn jongere broer als de hoge functionarissen die weigerden bevelen van hem aan te nemen, omkwamen. Daarna werd Modu chanyu. 